# Ernst Langwerth von Simmern

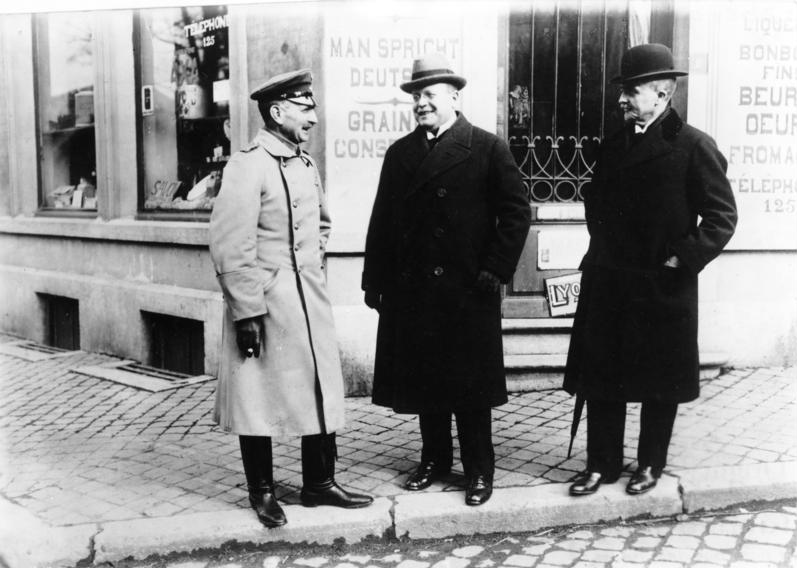
Unterstaatssekretär Ernst Langwerth von Simmern mit Matthias Erzberger (Mitte) und General von Hammerstein als Mitglied der deutschen Waffenstillstandskommission 1918 im belgischen Spa

Ernst Langwerth von Simmern in seinem Büro in der deutschen Botschaft in Madrid, ca. 1921/-22

Ernst Freiherr Langwerth von Simmern (* 17. März 1865 in Eltville am Rhein; † 17. November 1942 ebenda) war ein deutscher Diplomat.

## Leben
Er entstammte dem alten rheinischen Adelsgeschlecht der Langwerth von Simmern und war Sohn des hannoverschen Politikers und späteren Reichstagsabgeordneten Heinrich Langwerth von Simmern. Er studierte Rechtswissenschaften in Heidelberg und Leipzig und bestand 1887 in Celle sein Referendarexamen und setzte seine Studien in München und Berlin fort. In Heidelberg wurde er 1885 Mitglied des Corps Vandalia.  1889 promovierte er in Leipzig zum Dr. jur. 1895 habilitierte er sich in Marburg als Privatdozent. Nach mehreren Auslandsreisen trat er 1899 als Hilfsarbeiter in das Auswärtige Amt ein. 1901 wurde er Legationssekretär in Athen, 1904 in Lissabon, 1905 Legationsrat in Tanger, 1908 in Bern. 1910 kehrte er als Wirklicher Legationsrat und Vortragender Rat in die Wilhelmstraße zurück, wurde 1914 Geheimer Legationsrat, 1916 Dirigent der politischen Abteilung und Wirklicher Geheimer Legationsrat. 1917 erhielt er den Charakter als Gesandter. 1919 zum Unterstaatssekretär im Auswärtigen Amt ernannt, wurde er noch im gleichen Jahr zur Disposition gestellt und 1920 zum Botschafter in Madrid ernannt. 1925 wurde er Botschafter und Reichskommissar für die besetzten rheinischen Gebiete in Koblenz. Als er 1930 in den Ruhestand versetzt wurde, nahm er seinen Wohnsitz wieder in seiner Heimatstadt Eltville.

## Veröffentlichung
- Die Kreisverfassung Maximilians I. und der schwäbische Reichskreis in ihrer rechtsgeschichtlichen Entwickelung bis zum Jahre 1648. Heidelberg 1896 (zugleich: Habilitationsschrift), Dilibri.